# Chino Alessi
Chino Alessi (Bologna, 21 aprile 1919 – Trieste, 12 ottobre 1996) è stato un giornalista e scrittore italiano.

## Biografia
Corrispondente di guerra in Africa nella Seconda guerra mondiale per il quotidiano Il Piccolo di Trieste diretto dal padre Rino Alessi fu preso prigioniero e internato nel campo di concentramento britannico di Yol (India). In seguito ne prenderà le redini come direttore, dirigendolo per ben 23 anni dal 1954 al 1977. 
Prima di morire, nel 1996, è cofondatore dell'emittente televisiva RETE NORD - TELEFRIULI di Trieste. Il suo ultimo libro L'intimo nemico narra gli ultimi giorni della sua malattia.

## Opere
- Un ombrello di filo spinato, Pan, Milano 1972
- Debiti d'amore, Rebellato, 1975
- L'esame di maturità
- L'altra radice
- Zibaldone 70
- Rino Alessi, Edizioni Studio Tesi, Pordenone 1993. ISBN 88-7692-369-1
- L'intimo nemico. Fiabe per adulti, Mgs Press, 1996